# 河沙站
河沙站是廣州地鐵六號線的车站，位於中國廣東省广州市荔湾区大坦沙岛规划主干道育賢路口北側的地下，广州市第一中学東側。车站於2013年12月28日启用。

## 車站結構

### 車站樓層
本站共兩層。地面為育賢路、廣州市第一中學及其它建築，地下一層為站廳层；地下二層為6號線月台。
| 地下一层 | 站廳               | 售票機、客服中心、警务室、安检设施 |  |  |
| 地下二层 | 2 站台             | █6号线 潯峰崗方向（下站：沙贝）    |  |  |
|          | 岛式站台（卫生间） |                                    |  |  |
|          | 1 站台             | █6号线 香雪方向（下站：坦尾）      |  |  |

### 站厅
为方便行人进出，站厅西侧划分为收费区。站厅收费区设有兩台扶手电梯、两条楼梯和一台专用电梯供乘客来往于站厅及月台层。
车站商店及自助服务方面，河沙站设有便利店以及羊城通充值机。

### 月台

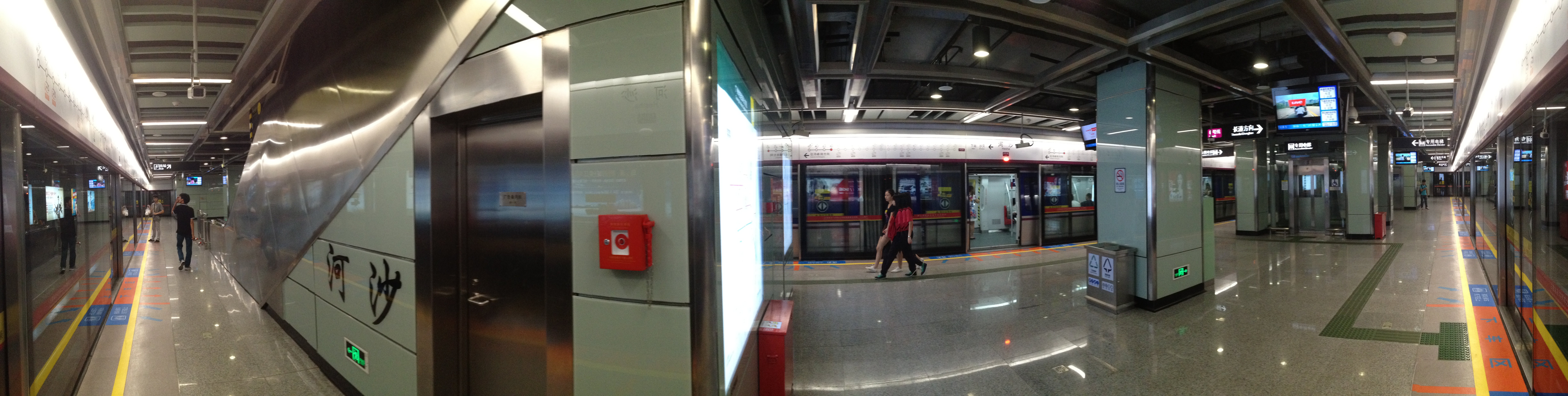
1號月台全景图（香雪方向）

本站設有一個島式月台，位於廣州市第一中學東側的規劃主幹道的地底。
儘管本站為地下車站，但本站前後沒有設置折返渡線，當颱風來襲或受其它恶劣天气影响而需要停運露天段時，6號線將視情況繼續維持地下段至本站的有限度列車服務，或直接将本站和坦尾站一同停運。
本站的卫生间设于月台南侧。

### 出入口
河沙站现时共设置2个出入口。
|                                                     |                                                           |      |          | |
| 編號                                                | 设施                                                      | 照片 | 出口指示 | 建議前往的目的地 |
| A                                                   | 盲道标志 · 轮椅升降台标志 · 无障碍通道标志 · 扶手电梯标志 |      | 育贤路   | 桥中北路公交站（北行） |
| B                                                   | 盲道标志 · 扶手电梯标志                                   |      | 育贤路   | 河沙南路、桥中北路、桥中中路、广州市第一中学、悦江上品销售中心、广医一院国家呼吸医学中心、育贤路口（广医一院大坦沙院区）公交站、大坦沙（市一中）公交总站 |
| 註： 設有 \| 設有 \| 設有輪椅升降台 \| 設有扶手電梯 |                                                           |      |          | |

## 接驳交通
| 编号 | 编号 | 线路                 | 线路                 | 线路                 | 收费                 | 备注                 |
| ---- | ---- | -------------------- | -------------------- | -------------------- | -------------------- | -------------------- |
|      | 416  | 坦尾                 | ↻                    | 坦尾                 | 2元                  |                      |
|      | 994  | 已于2024年5月4日停办 | 已于2024年5月4日停办 | 已于2024年5月4日停办 | 已于2024年5月4日停办 | 已于2024年5月4日停办 |

| 编号 | 编号  | 线路               | 线路 | 线路                    | 收费 | 备注          |
| ---- | ----- | ------------------ | ---- | ----------------------- | ---- | ------------- |
|      | 25    | 昌岗路             | ⇆    | 大坦沙（市1中）         | 2元  |               |
|      | 261   | 大坦沙（市1中）    | ⇆    | 鱼珠                    | 3元  |               |
|      | 555   | 大坦沙（市1中）    | ⇆    | 白云文化广场            | 2元  |               |
|      | 783   | 茶滘路             | ↻    | 沙面小学（大坦沙校区）  | 2元  |               |
|      | 夜95  | 大坦沙（市1中）    | ⇆    | 南方医院                | 4元  | 832路附属线路 |
|      | 夜99  | 康王路（上下九）   | ⇆    | 大坦沙（市1中）         | 3元  |               |
|      | 佛279 | （佛山）桂城地铁站 | ⇆    | （广州）大坦沙（市1中） | 4元  |               |

## 利用状况
本站是大坦沙岛第二个开通的地铁车站。本站随6号线开通之后，亦分流了原來需要接駁坦尾站乘坐地鐵的大坦沙岛北部居民。
车站服务范围是河沙村一带的城中村居民，以及珠岛花园部分居民为主。同时本站邻近各所中小学校以及职业学校，平常使用率屬於普通，但是在上學和放學高峰期會有大量的學生客流使用車站，甚至會令車站出現短時擁擠。

## 历史
在1997年的城市快速軌道交通線網規劃A方案當中，3號線（即如今的5號線）已在大坦沙島內設站，該站位置與現時车站位置相当。
後來於2003年方案中，6号线西段路線在通過黃沙之後不過江，繼續沿珠江沿岸到達舊廣州南站一帶，隨後轉入大坦沙島，沿橋中南路再轉向正北穿過該島。最終在沙頭頂向西北方向跨過珠江，進入金沙洲。當時本站被稱為大坦沙北站，车站位置与现时一致。
2006年，本站動工。隨後，本站正式定名為河沙站。2009年2月2日，本站封顶，成为全线第六个封顶的车站。2013年1月15日，本站随浔峰岗站、横沙站、沙贝站正式“三权移交”。2013年12月28日，本站随6号线首期正式开通而启用。